# Back to Square One

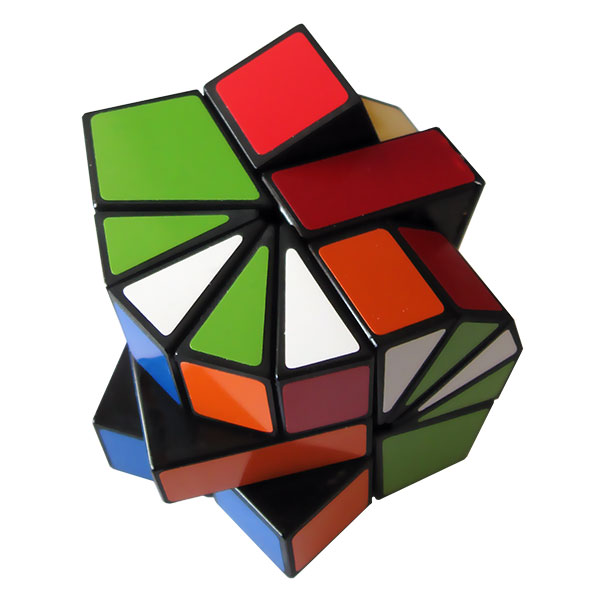
Square 1

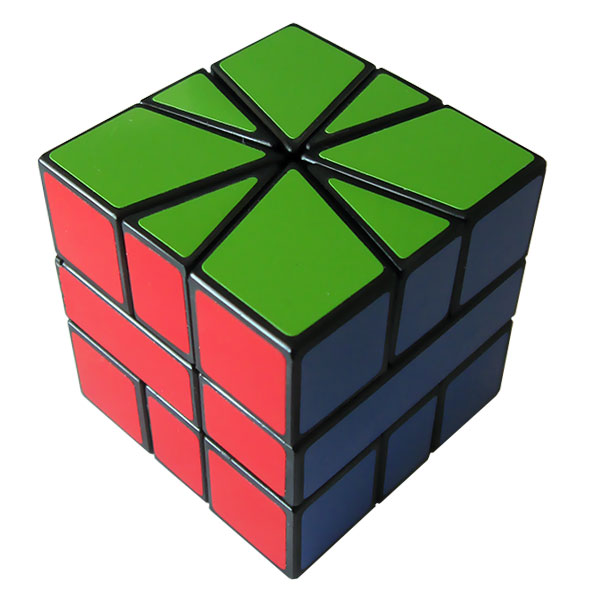
Dasselbe Puzzle im gelösten Zustand

Das Back to Square One (auch Square One oder Cube 21) ist ein würfelförmiges Geduldsspiel. Durch die Art, wie es zusammengesetzt ist, ändert es durch Verdrehungen seine Gestalt und ist dann nicht mehr würfelförmig. Das Ziel des Spiels ist es, das Spiel aus einer beliebigen Form zurück in den würfelförmigen Zustand zu bringen und dabei alle Farben auf die richtigen Positionen zu sortieren.

## Geschichte
Das Square One wurde um 1990 von Karel Hršel und Vojtěch Kopský erfunden. Sie reichten am 8. November 1990 ihr Patent für das Geduldsspiel ein.
Der Name kommt wahrscheinlich von der englischen Redensart „Back to Square One“, was so viel wie „Zurück zum Anfang“ bedeutet. Da der Würfel am Anfang im verdrehten Zustand verkauft wurde, war der Name recht passend.

## Aufbau
Das Square One, bestehend aus drei Schichten, verfügt über einen erstaunlich einfachen Aufbau. Die obere und untere Schicht bestehen jeweils aus vier Prismen mit einem gleichschenkligen Dreieck als Grundseite – den Kantensteinen – und vier deltoiden Prismen – den Ecksteinen. Die Mittelschicht besteht aus zwei trapezoiden Prismen, die zusammen ein quadratisches Prisma formen. Die Eck- und Kantensteine können einfach in die zwei Schienen der Mittelschicht eingehakelt werden. Sobald sich über der Grenze der zwei Mittelsteinen kein Stein, sondern ebenfalls eine Lücke zwischen zwei Steinen befindet, kann man die linke oder rechte Seite um 180° drehen. Man kann die Seiten auch um weniger oder mehr als 180° drehen, allerdings kann man dann anschließend weder die obere, die mittlere noch die untere Schicht drehen. Aus der Position des Square One im ersten Bild dieses Artikels lässt sich also keine horizontale Ebene drehen.
Durch die Mechanik ist es möglich, das Geduldsspiel in jede Richtung zu drehen, die die Teile erlauben. Durch diesen Aufbau und die Mechanik ist es möglich, dass der Würfel seine Gestalt ändert und nicht mehr würfelförmig ist.
Zusätzlich hat jede Seite im gelösten Zustand, ähnlich dem Rubik’s Cube, eine eigene Farbe.

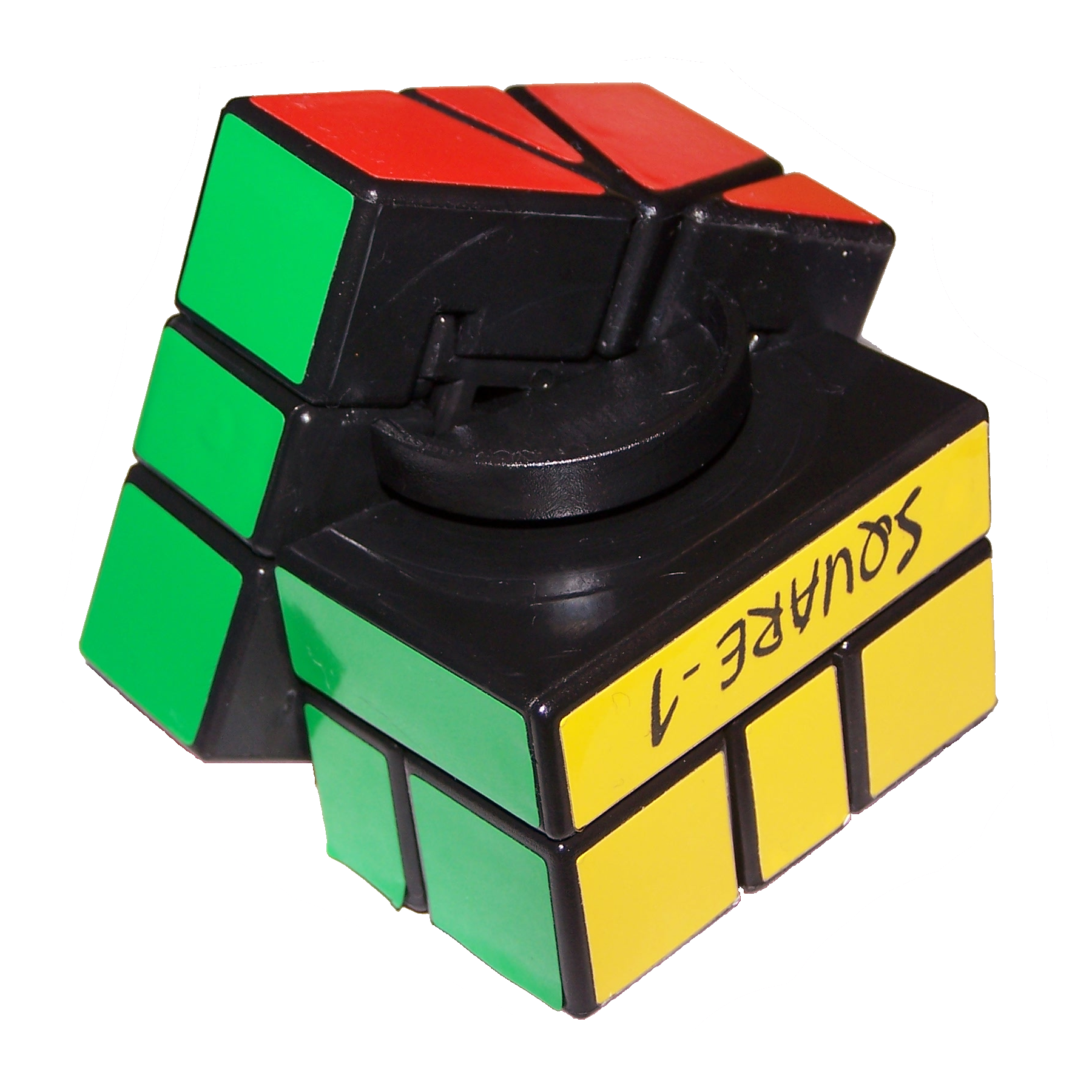
Geöffneter Square-1
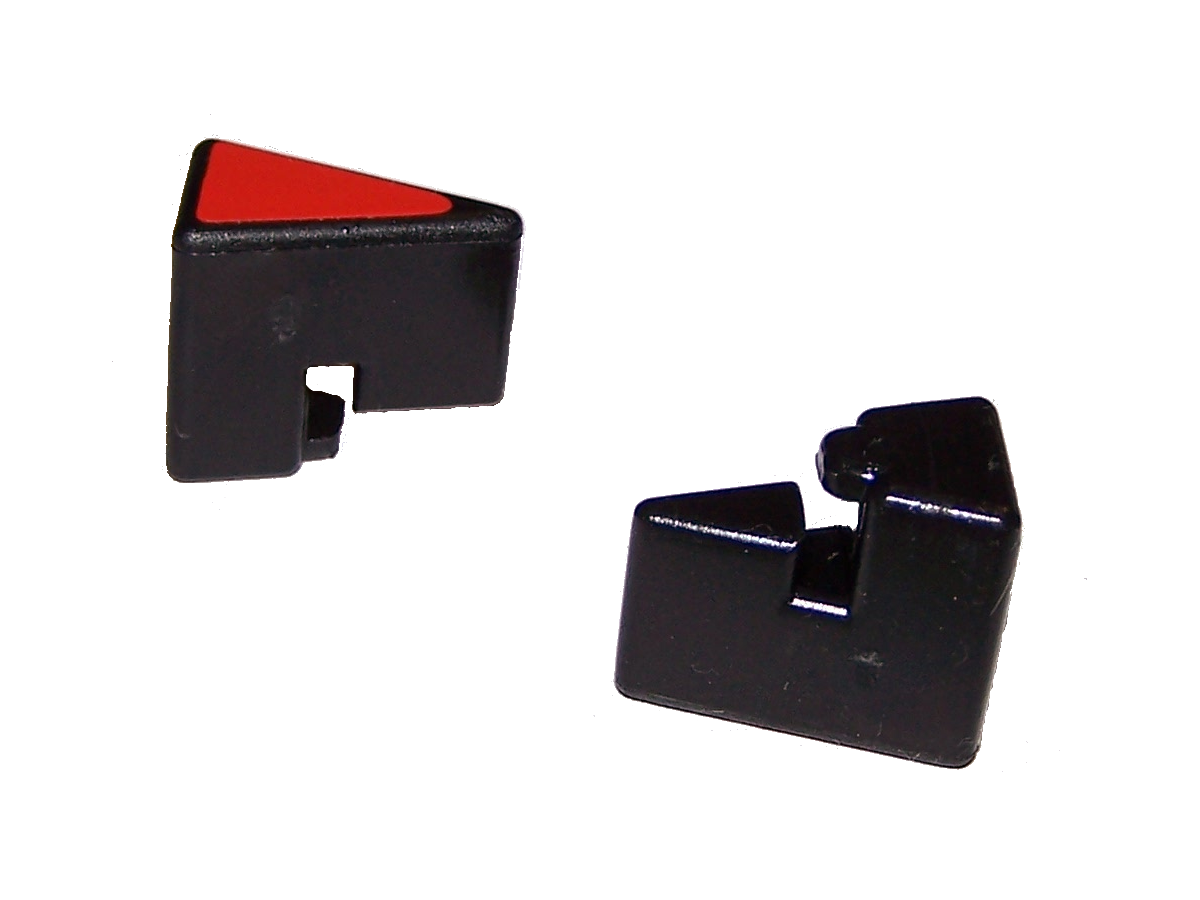
2 Kantensteine
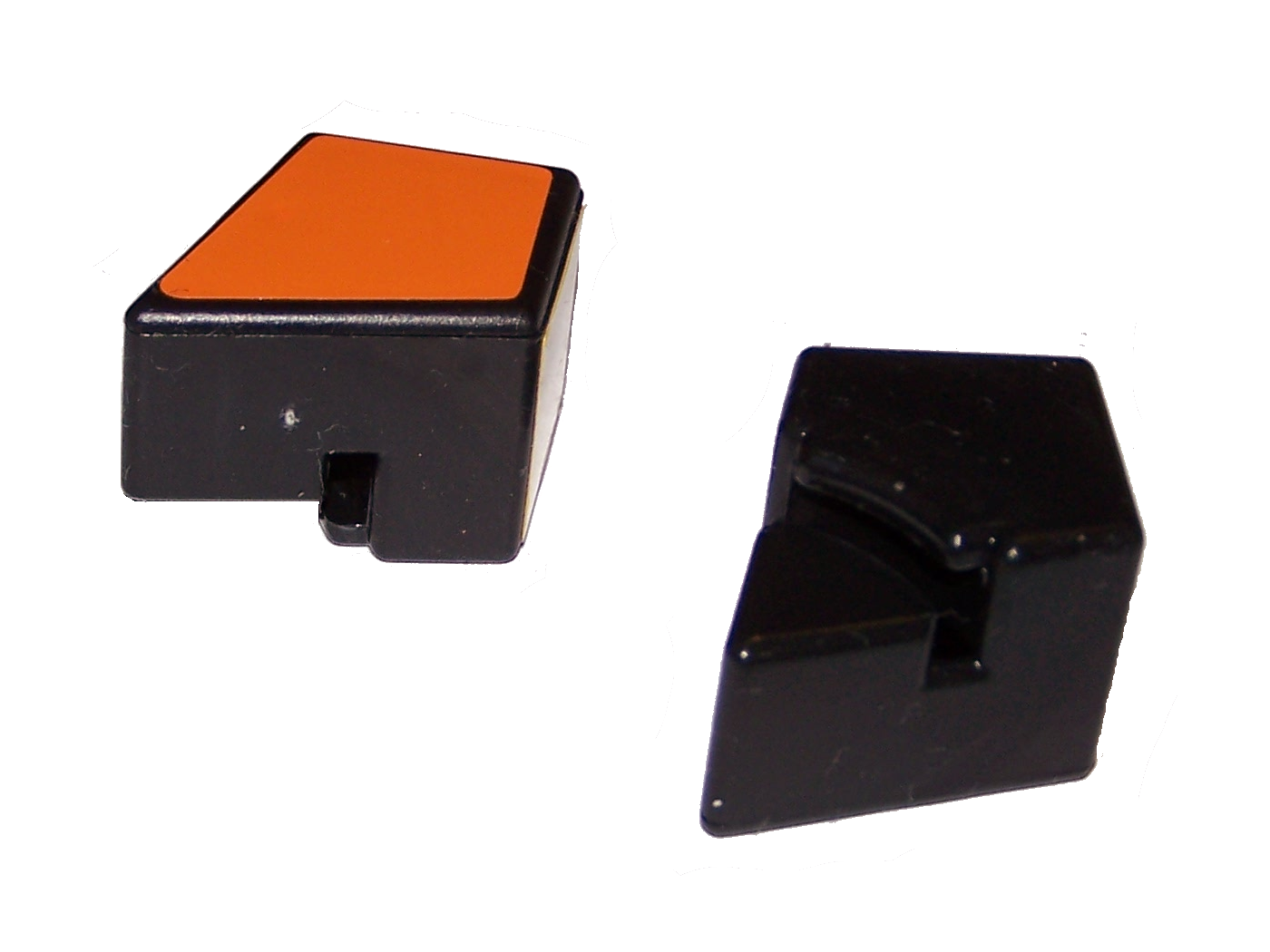
2 Ecksteine
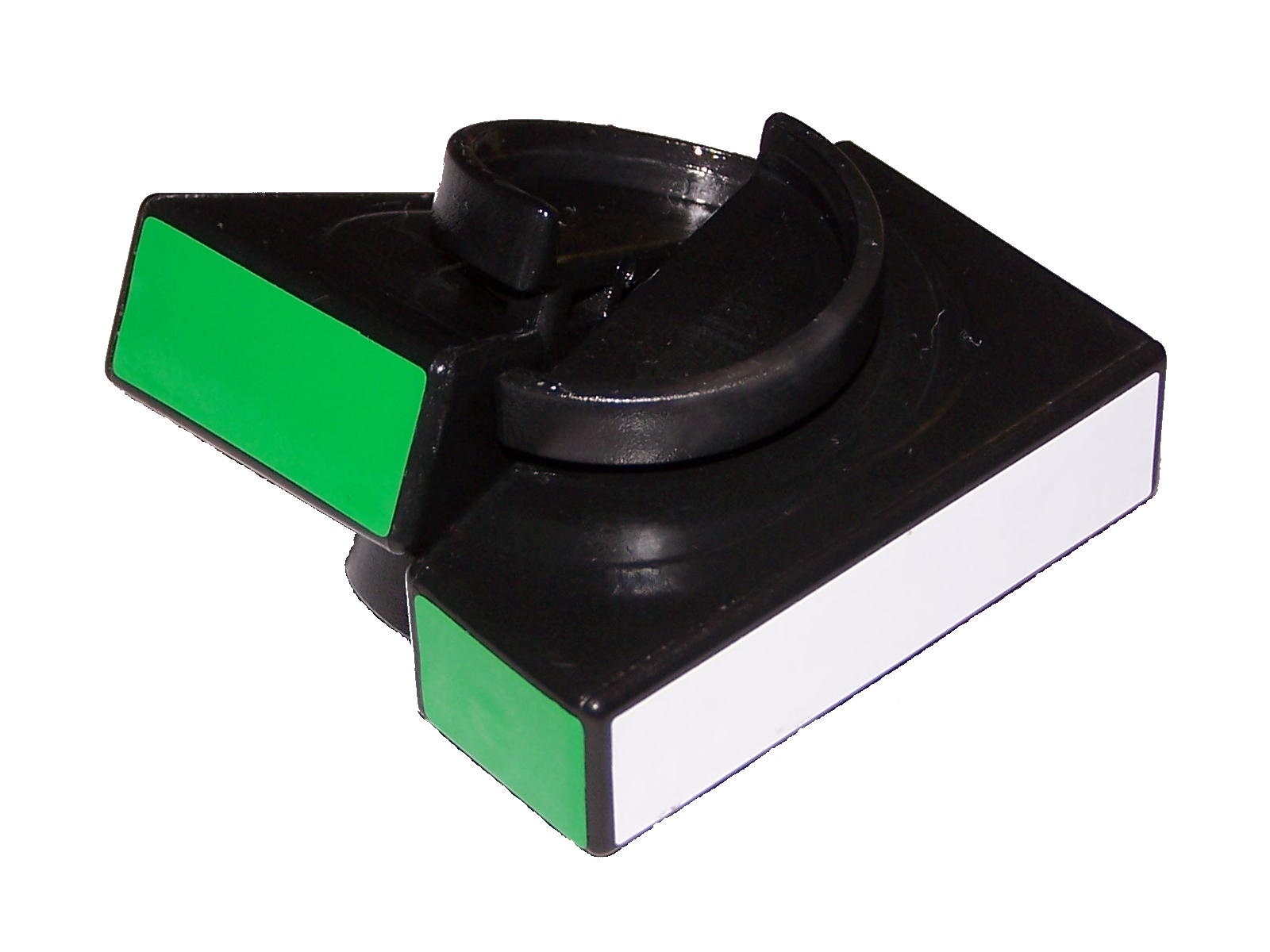
Mittelstein

## Lösungen
Es existieren verschiedene Lösungsansätze für das Square One. Einer ist es, das Puzzle zuerst würfelförmig zu machen und anschließend ihn farblich korrekt zu sortieren. Ein anderer Ansatz ist die Schicht-für-Schicht-Methode, bei der man von oben nach unten alle Schichten in den gelösten Zustand überführt.
Das Problem beim Lösen des Square One ist es, dass Algorithmen möglicherweise in einem Zustand des Knobelspieles gar nicht ausführbar sind, da sich durch die Verdrehungen die möglichen Drehachsen ändern.
Da der Square One auch bei offiziellen Speedcubing-Wettbewerben gelöst wird – offiziell, das heißt von der World Cube Association, kurz WCA, veranstaltet – existiert auch ein offizieller Weltrekord, dieser beträgt 3,41 Sekunden, aufgestellt von Ryan Pilat bei Wichita Family ArtVenture 2024.

## Mathematische Eigenschaften

### Mögliche Stellungen
Da der Square-1 8 Kantensteine und 8 Ecksteine hat, Winkel an der Spitze der Kantensteine je 30° und der der Ecksteine je 60° beträgt, kann der Back to Square One, wenn man die mittlere Ebene außer Acht lässt, 170 verschiedene Formen annehmen. Das hängt damit zusammen, dass jede Ebene (ausgenommen die mittlere) entweder aus 2, 3, 4, 5 oder 6 Ecksteinen bestehen kann. 1 Eckstein ist unmöglich, da man sonst 10 Kanten bräuchte um auf eine Summe von 360° zu kommen. 7 oder alle 8 Kantensteine sind ebenfalls nicht möglich, da bei 6 Ecken und 0 Kanten die Ebene schon „voll“ ist. Nun gibt es 1 mögliche Stellung wenn die eine Ebene aus 6 Ecksteinen besteht (alle 6 Ecken nebeneinander). 3 Stellungen bei 5 Ecksteinen, je 10 Stellungen bei 4 und bei 3 Ecksteinen und 5 Stellungen bei einem Eckstein. Die 170 Stellungen kann man sich daraus berechnen, dass wenn die erste Ebene 6 Ecksteine besitzt, die dritte logischerweise 2 Ecksteine haben muss, daraus folgen 1 × 5 = 5 Stellungen. Nun kann die erste Ebene 5 Ecksteine besitzen und die dritte Ebene 3 Ecksteine und so weiter. Damit kommt man dann zu der Rechnung
(1 × 5) + (3 × 10) + (10 × 10) + (10 × 3) + (5 × 1) = 170
Nun gibt es allerdings auch noch die mittlere Ebene. Diese kann 2 Stellungen aufweisen (Quadrat und konkaves Viereck). Daher muss man die 170 noch mit 2 multiplizieren.
Da die Eck- und Kantensteine des Square-1 nicht alle die gleiche Farbe haben, muss man die 170 × 2 noch 2 mal mit 8! multiplizieren. Daraus resultieren 170 × 2 × 8! × 8! = 552.738.816.000 Stellungen.
Dies ist jedoch nur ein vorläufiges Ergebnis, da einige dieser Stellungen, die hier einzeln gewertet wurden, gleich sind. Daher muss man diese Stellungen wieder abziehen und kommt zu dem endgültigen Ergebnis von 435.891.456.000 möglichen Stellungen oder anders ausgedrückt: exakt 15! ÷ 3.

### Gottes Algorithmus
2005 berechnete Mike Masonjones den Gottes Algorithmus, also die Anzahl an Zügen, die mindestens benötigt wird um das Puzzle aus jeder möglichen Situation zu lösen, für den Square One. Wie auch schon bei anderen Zauberwürfeln konnte diese Anzahl an Zügen nur mittels Brute Force bewältigt werden, es wurde also für jede Stellung die kürzeste Lösung einzeln ermittelt. Aufgrund dieser eingesetzten Methode kam ein Computer zur Berechnung zum Einsatz. Er hatte eine Taktfrequenz von 800 MHz und benötigte etwa ein Jahr. Das Ergebnis war, dass sich jede Stellung mit maximal 13 Zügen lösen lässt (siehe Tabelle), sogar nur 12, wenn man die mittlere Ebene nicht mit berücksichtigt.
| Gottes Algorithmus des Square-1 | Gottes Algorithmus des Square-1 |
| benötigte Züge                  | Stellungen                      |
| ------------------------------- | ------------------------------- |
| 0                               | 1                               |
| 1                               | 64                              |
| 2                               | 1.153                           |
| 3                               | 17.050                          |
| 4                               | 235.144                         |
| 5                               | 3.091.458                       |
| 6                               | 38.893.230                      |
| 7                               | 452.031.138                     |
| 8                               | 4.459.167.504                   |
| 9                               | 33.671.064.770                  |
| 10                              | 149.502.310.936                 |
| 11                              | 183.662.070.768                 |
| 12                              | 6.394.5120.032                  |
| 13                              | 157.452.752                     |
| insg.                           | 435.891.456.000                 |